# Чингейнгейн
Чинейне́йн (Чикгейнге́йн) — потухший вулкан на полуострове Камчатка, Россия.
Расположен в Быстринском районе Камчатского края.
Относится к группе Уксичанского вулканического района Срединного пояса. Вулкан находится в центральной части Срединного хребта, в верховье рек Уксичан, Янга-Ягай, Нубалыкич-Окат.
Вулканическая постройка представляет собой экструзивный купол диаметром около 5 километров, сложенный андезитами и риолитами среднего и верхнего плейстоцена. Вулкан сильно разрушен в результате эрозионной деятельности многочисленных рек, берущих начало на его склонах.. Форма вулкана представляет собой пологий щит. Конус Чингейнгейн венчается тремя отдельными вершинами, расположенными друг от друга на расстоянии 0,5-0,8 км. В географическом плане вулканическое сооружение занимает площадь, близкую к окружности с диаметром 12-13 км, площадью в 80 км². Объём изверженного материала ~18,5 км³. Абсолютная высота — 1922 м., по другим данным - 1921 м., относительная же высота составляют около 750 м. Породы, слагающие вулкан Чингейнгейн, представлены андезито-базальтами и базальтами.
Деятельность вулкана относится к верхнечетвертичному периоду.